# Проспект Нахимова (Севастополь)
Проспе́кт Нахи́мова — проспект в Ленинском районе города Севастополь между площадями Нахимова и Лазарева, один из самых коротких проспектов в мире. 

## Общая характеристика
Протяжённость — около 900 м. На проспекте сохранились три здания постройки конца XIX века, выложены инкерманским камнем.
Построен в стиле «морского фасада» — по четному ряду большое расстояние между домами, засаженное зелеными насаждениями. Двигаясь от площади Нахимова к площади Лазарева, в любой момент посмотрев направо можно увидеть море — это и есть морской фасад.

## История

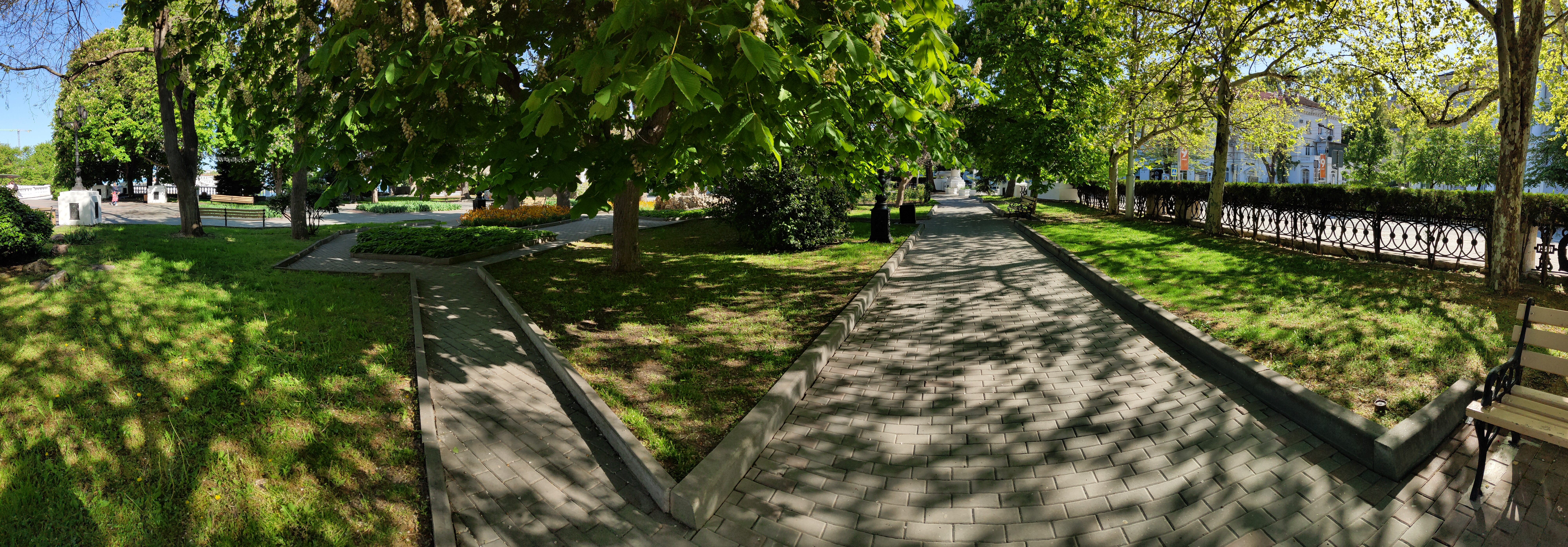
Проспект Нахимова (Севастополь), вид на аллею в районе музея Крошицкого

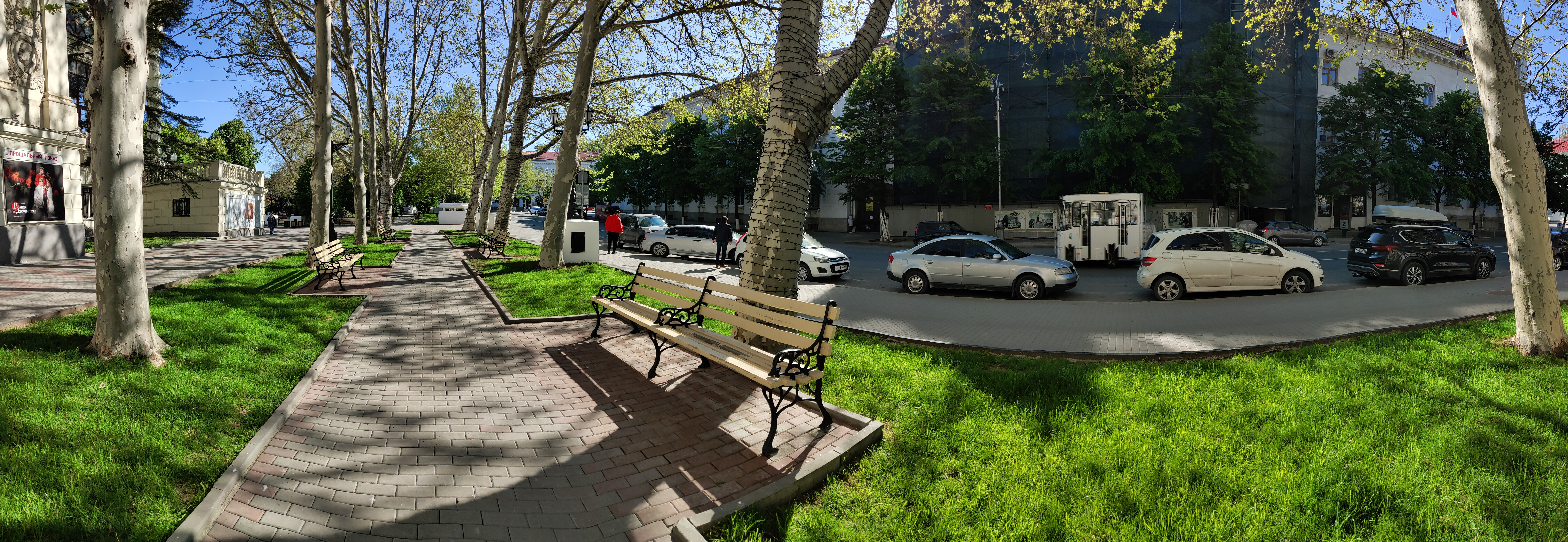
Проспект Нахимова (Севастополь), вид на аллею в районе музея Крошицкого (фото 2)

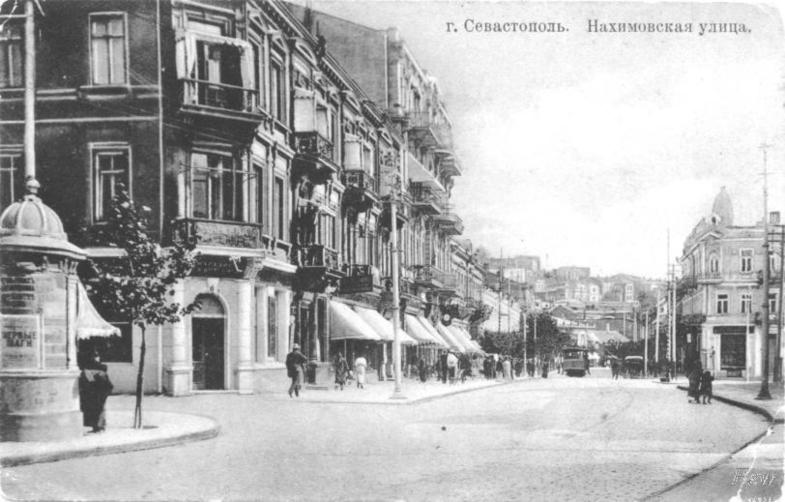
Нахимовская улица в XIX веке

В начале XIX века нынешний проспект входил в состав Морской улицы, которая представляла собой каменистую с ухабами дорогу с неравномерной одноэтажной застройкой. В этих домах проживали офицеры флота и гарнизона города. Во время обороны Севастополя 1854—1855 годов улица была сильно разрушена. В 1886 году улица была разделена надвое, одна из частей стала называться Нахимовской улицей, или Нахимовским проспектом. В довоенное время вдоль улицы стояли здания постройки конца XIX века в 2, 3 и 4 этажа, но были сильно разрушены во время  обороны Севастополя (1941—1942).
История переименований: с 1886 года Нахимовская улица в честь адмирала П. С. Нахимова, с 1921 года - улица Троцкого (в честь Л.Д. Троцкого), с 1928 года — улица Фрунзе (в честь М.В. Фрунзе),  20 июня 1946 года переименована в Проспект Нахимова. В бытовой речи и различных источниках информации (преимущественно по истории) часто называется также Нахимовским проспектом.

## Примечательные здания и сооружения
По нечётной стороне: Художественный Музей им. М.П.Крошицкого, Синопский спуск.
По чётной стороне: Дворец детства и юности, театр им.А.В. Луначарского, гостиница "Севастополь".
|  |                         |  |                               |  |                            |  |                 |  |
|  | Дворец детства и юности |  | Фасад гостиницы «Севастополь» |  | театр им.А.В. Луначарского |  | Синопский спуск |  |